# Фаленопсис бурый
Фаленопсис бурый (лат. Phalaenopsis fasciata) — эпифитное трявянистое растение семейства Орхидные (Orchidaceae).
Вид не имеет устоявшегося русского названия, в русскоязычных источниках обычно используется научное название Phalaenopsis fasciata.
Английское название — The Striped Flower Phalaenopsis.

## Синонимы
По данным Королевских ботанических садов в Кью:
- Phalaenopsis fasciata f. flava Valmayor & D.Tiu in H.L.Valmayor 1984
- Polychilos fasciata (Rchb. f.) Shim 1982

## Биологическое описание
Моноподиальный эпифит. Стебель укороченный, скрыт основаниями листьев. Листья темно-зеленые, овальные, 15-30 см в длину, 6-8 см в ширину.
Цветонос многолетний, ветвящийся, метельчатый, длиной до 25 см.
Цветки звездчатой формы, около 5 см в диаметре, восковые, ароматные (запах зелёных яблок). Основной цвет лепестков — различные оттенки жёлтого и оранжевого с зеленоватым оттенком. Горизонтальные полоски красно-коричневые. Губа белая с розовым, красным или оранжевым пятном.
Колонка мясистая, дугообразная.

## Ареал, экологические особенности
Филиппины. 
 На стволах и ветвях деревьев во влажных тропических лесах на высотах до 450 метров над уровнем моря
Относится к числу охраняемых видов (II приложение CITES)
Климат на Филиппинах, на уровне моря в районе Манилы

Температура воздуха не имеет больших сезонных изменений: днем 28-33°С, ночь 19-24°С. 
 Относительная влажность воздуха 80-82 %. 
 Сухой сезон с декабря по апрель, среднемесячное выпадение осадков 10-90 мм. Влажный сезон с мая по ноябрь, среднемесячное выпадение осадков 120—410 мм.

## История описания
Описан Генрихом Райхенбахом в 1882 г.

## В культуре
Температурная группа — теплая.
Требования к освещению: 1000—1200 FC, 10760—12912 lx.
Дополнительная информация о агротехнике в статье Фаленопсис.
Вид активно используется в гибридизации.

## Некоторые первичныегибриды(грексы)
По данным сайта phals.net
- Apricot Glow — fasciata × equestris (Fredk. L. Thornton) 1979
- Billie Lawson — bastianii × fasciata (Dr Henry M Wallbrunn) 1986
- Fascilina — bellina × fasciata (Alain Brochart) 2003
- Golden Jubilee — cochlearis × fasciata (Irene Dobkin) 1975
- Golden Pride — amboinensis × fasciata (Irene Dobkin) 1975
- Golden Princess — fasciata × venosa (David Lim) 1985
- Kathy Kornahrens — sumatrana × fasciata (Fort Caroline Orchids Inc. (Dr Henry Wallbrunn)) 1973
- Little Girl — fasciata × cornu-cervi (Mrs Helen Webb (Fredk. L. Thornton)) 1974
- Little Mac — maculata × fasciata (Herb Hager Orchids) 1978
- Margret Lippold — stuartiana × fasciata (P.Lippold) 2003
- Mirth — fuscata × fasciata (Herb Hager Orchids) 1977
- Norman — fasciata × violacea (Chas L Beard) 1969
- Reichentea — fasciata × gigantea (W. W. G. Moir) 1975
- Sakura Shower — amabilis × fasciata (Mukaishima Orch. Center) 2006
- Sanderfas — fasciata × sanderiana (Luc Vincent) 2004
- Spica — fasciata × lueddemanniana (W Vernon Osgood (L. B. Kuhn)) 1969
- Tigress — mariae × fasciata (Lynn M. Dewey) 1970
- Timmons — fasciata × inscriptiosinensis (T. Brown (Atmo Kolopaking)) 1984
- Yardstick — fasciata × hieroglyphica (Beard) 1969